# Limotettix pseudostriola
Limotettix pseudostriola är en insektsart som beskrevs av Vilbaste 1965. Limotettix pseudostriola ingår i släktet Limotettix och familjen dvärgstritar. Inga underarter finns listade i Catalogue of Life.